# Tipula subyusou
Tipula subyusou är en tvåvingeart som beskrevs av Alexander 1929. Tipula subyusou ingår i släktet Tipula och familjen storharkrankar. Inga underarter finns listade i Catalogue of Life.